# Club Deportivo Voleibol Río Duero Soria 2015-2016
Questa voce raccoglie le informazioni riguardanti il Club Deportivo Voleibol Río Duero Soria nelle competizioni ufficiali della stagione 2015-2016.

## Organigramma societario
Area direttiva
- Presidente: Alfredo Cabrerizo
- Vicepresidente: Ángel Romera

Area organizzativa
- Tesoriere: María Luisa Romero

Area tecnica
- Allenatore: Manuel Sevillano
- Allenatore in seconda: Daniel González
- Assistente allenatore: Enrique Guíu
- Scout man: Juan Carlos Petreñas

Area sanitaria
- Fisioterapista: Miriam Barranco

## Rosa
| N° | Nome                | Ruolo | Data di nascita   | Nazionalità sportiva |
| -- | ------------------- | ----- | ----------------- | -------------------- |
| 1  | Daniel Macarro      | C     | 18 novembre 1993  | Spagna               |
| 2  | Manuel Salvador     | S/O   | 11 aprile 1986    | Spagna               |
| 3  | Alejandro Martínez  | S     | 11 febbraio 1984  | Spagna               |
| 4  | Manuel Sevillano    | S     | 2 luglio 1981     | Spagna               |
| 5  | Luis Rodrigo Caldas | C     | 22 ottobre 1988   | Spagna               |
| 7  | Andrés Portero      | P     | 6 giugno 1991     | Spagna               |
| 9  | Carlos Jiménez      | S     | 12 agosto 1995    | Spagna               |
| 10 | Ignacio Sánchez     | P     | 24 febbraio 1991  | Spagna               |
| 12 | Álvaro Hernández    | L     | 17 gennaio 1991   | Spagna               |
| 13 | Luis Martín         | S/O   | 30 gennaio 1996   | Spagna               |
| 15 | Daniel Sanz         | C     | 5 febbraio 1996   | Spagna               |
| 16 | Alberto Salas       | C     | 13 settembre 1984 | Spagna               |
| 18 | Pablo Mugarza       | S     | 13 febbraio 1998  | Spagna               |